# Форт-Пирс (индейская резервация)
Форт-Пирс (англ. Fort Pierce Reservation) — индейская резервация семинолов, расположенная в юго-восточной части штата Флорида, США. Является одной из шести резерваций семинолов в штате.

## История
После Второй Семинольской войны войны, власти США вынудили большинство семинолов и чёрных семинолов переехать к западу от реки Миссисипи и поселиться на Индейской территории. Небольшая группа, менее 500 человек, отказалась покидать родные земли и перебралась в болотистую местность, где семинолы избегали евроамериканских поселенцев и жили в изоляции. Но уже в 1850 году Конгресс США издал закон об осушении болот и передал затопленные районы властям Флориды, что подняло цену на земли в южной части штата. Богатые спекулянты и девелоперы стали давить на правительство штата и страны, призывая к выселению индейцев. Семинолам Флориды были предложены денежные выплаты и земли на Западе, но большинство отказалось.
Лишь весной 1858 года закончились все вооружённые конфликты между семинолами и американскими властями во Флориде. Военные США смогли отправить часть семинолов на Индейскую территорию, но некоторых не удалось обнаружить среди болот и они сумели остаться. В 1957 году семинолы Флориды получили федеральное признание.
В 1995 году была образована индейская резервация Форт-Пирс, когда 50 акров земли в округе Сент-Луси были переданы в доверительное управление племени семинолов Флориды.

## География
Резервация состоит из одного участка земли, расположенного в центральной части округа Сент-Луси, к юго-западу от города Форт-Пирс. Общая площадь индейской резервации составляет 0,245 км². Штаб-квартира племени находится в городе Холливуд.

## Демография
По данным федеральной переписи населения 2010 года, в резервации проживало 60 человек. Согласно федеральной переписи населения 2020 года в резервации проживало 52 человека, насчитывалось 4 домашних хозяйства и 28 жилых домов. Все жители резервации говорят дома на английском языке. Средний возраст, проживающих в Форт-Пирсе, составлял 38,8 лет. Около 42,9 % всего населения находились за чертой бедности.
Расовый состав распределился следующим образом: белые — 2 чел., афроамериканцы — 9 чел., коренные американцы (индейцы США) — 35 чел., азиаты — 1 чел., океанийцы — 0 чел., представители других рас — 0 чел., представители двух или более рас — 5 человек; испаноязычные или латиноамериканцы любой расы составили 4 человека. Плотность населения составляла 212,2 чел./км².

## Комментарии
1. ↑  Сам город не входит в состав резервации, а является лишь штаб-квартирой племени.